# Chuyến bay 918 của CanJet
Chuyến bay 918 của CanJet là một chuyến bay chở khách ngày 19/4, 2009 khi một tay súng đã cướp chiếc máy bay khi nó đang chuẩn bị cất cánh và bắt giữ nhiều người làm con tin tại Sân bay quốc tế Sangster ở khu nghỉ Vịnh Montego, Jamaica. Máy bay gặp nạn là một chiếc Boeing 737, mang số hiệu 918 của hãng hàng không Canada CanJet. Lúc bị không tặc, trên máy bay có tổng cộng 174 người.

## Không tặc
Sự cố xảy ra khi máy bay đang chuẩn bị rời phi trường quốc tế Sangster ở Vịnh Montego để lên đường tới Halifax, Canada lúc khoảng 22:30 giờ địa phương tối ngày 19/4. Tay súng được cho là đã thoát khỏi hệ thống an ninh ở phi trường Sangster bằng cách sử dụng giấy tờ tùy thân giả và lên chiếc Boeing 737 khi nó đang chuẩn bị cất cánh. Kẻ cướp máy bay đã dùng súng đe dọa và cướp đoạt tài sản của các hành khách và sau đó thả hầu hết những hành khách này sau khoảng nửa giờ đồng hồ. Có một phát súng được bắn ra nhưng không ai bị trúng đạn. Tất cả hành khách đều là người Canada.
Hầu hết trong số gần 200 hành khách của chiếc máy bay đang trên đường đến Canada này đã được phóng thích nhưng một số hành khách và các thành viên phi hành đoàn bị kẻ cướp máy bay giữ lại làm con tin. Có 182 người trên chiếc máy bay bị cướp. Kẻ cướp máy bay đã thả 167 hành khách, chỉ giữ lại 5 thành viên phi hành đoàn và 2 hành khách làm con tin. Hầu hết các hành khách đã được đưa tới một bệnh viện địa phương kiểm tra sức khỏe. Một vài trong số họ vẫn còn bị sốc vì những gì vừa trải qua.
Các cuộc đàm phán với kẻ không tặc được tiến hành nhằm phóng thích các con tin còn lại. Cảnh sát và các lực lượng an ninh ở Vịnh Montego đã phong tỏa phi trường Sangster và bao vây chiếc máy bay bị không tặc. Theo vài thông tin, tên không tặc là một thanh niên người Jamaica khoảng 20 tuổi, "có vấn đề về tâm lý". Bộ trưởng Thông tin Jamaica Daryl Vaz nói rằng, tên không tặc đòi được đưa tới Cuba. Cha của hắn cũng có mặt tại hiện trường vụ cướp để giúp đàm phán. Thủ tướng Jamaica Bruce Golding và Bộ trưởng An ninh Quốc gia cũng lên trực thăng tới đây để dàn xếp vụ việc.
Tuy nhiên, các bên không thể tiến hành đàm phán với nghi phạm này. Cảnh sát và quân đội phải xông vào máy bay và bắt giữ y. Không ai trên máy bay hề hấn gì và chiếc phi cơ cũng không bị hư hỏng. Bộ trưởng thông tin Jamaica Daryl Vaz thông báo vụ cướp máy bay đã kết thúc và "không có thiệt hại gì". "Tay cướp là một thanh niên tâm thần và không còn gì đáng ngại nữa", ông Vaz nói ngày 20/4. Sân bay Sangster bị đóng cửa trong một lúc.

## Phản ứng
Thủ tướng Canada Stephen Harper đã gọi điện cho người đồng nhiệm Jamaica Golding để chúc mừng ông giải quyết êm xuôi vụ bắt con tin. Lúc đó, ông Harper đang ở thăm Jamaica một ngày. Giới quan sát nhận định an ninh ở Sân bay Quốc tế Sangster ở Vịnh Montego thông thường rất tốt. Đây là một trong những sân bay hiện đại nhất vùng Caribe và mỗi năm sân bay này đưa đón khoảng 4 triệu hành khách.